# Solo Avital
Solo Avital (* 18. Juli 1968 in Israel) ist ein israelischer Filmemacher und Musiker, der vor allem für seine Musikvideos und Dokumentarfilme bekannt ist, sowie Unternehmer auf dem Gebiet der Entwicklung von Zubehör für Smartphones.

## Leben
Avtital drehte mit 15 Jahren seine erste Kurz-Dokumentation. Die nötigen Fertigkeiten und Kenntnisse erwarb er autodidaktisch.
Zwei Jahre lang besuchte er die Academy of Visual Arts in Tel Aviv, ehe er von dem Filmstudio Babelsberg verpflichtet wurde. Dort war er anfangs für die Spezialeffekte zuständig, war aber auch als Komponist tätig. In den 5 Jahren, die er in Potsdam tätig war, arbeitete er als Regisseur für Werbeaufnahmen, sowie in diversen Blockbustern.
1999 gründete er eine eigene, bis 2013 bestehende Produktionsfirma names Happyzoda, mit dem Ziel seine eigenen Werke besser zu vermarkten. 2002 kehrte er nach Israel zurück, wo er mit dem Drehen von Dokumentarfilmen begann. 2005 gelang ihm mit seinem mehrfach ausgezeichneten Film Der Hölle so nahe... ein weltweit beachteter Dokumentarfilm zum Nahostkonflikt.
Im Jahr 2009 erschien der unter seiner Regie gedrehte Dokumentarfilm Tränen lachen mit Iris Berben, Mario Barth, Lenny Kravitz und Leander Haußmann über den jüdischen Humor. In den Jahren 2013 und 2015 komponierte er die Musik für die Fernsehserien VERBRECHEN nach Ferdinand von Schirach und die erste Staffel von SCHULD nach Ferdinand von Schirach. Für beide Serien zeichnete er außerdem für die Spezialeffekte verantwortlich.
Bereits seit 2012 konzentrierte er sich auf die Produktentwicklung von Hardwarekomponenten für Smartphones. In Berlin wurde er mit seinem Projekt ChargeShare in das Startup-Förderprogramm Berlin Hardware Accelerator aufgenommen. Für dessen Vermarktung und weitere Projekte gründete er im Jahr 2014 mit Solo Qi eine in Los Angeles angesiedelte Firma, die er leitet und für die er das Produktdesign entwickelt.
Im Frühjahr 2025 entwickelten Solo Avital und Ariel Vromen mithilfe von künstlicher Intelligenz einen Videoclip zu Donald Trumps Aussage, den Gazastreifen in eine „Riviera des Nahen Ostens“ verwandeln zu wollen. Das eigentlich satirisch gemeinte Video wurde weltweit beachtet, weil Donald Trump es auf seiner Social-Media-Plattform Truth Social kommentarlos und ohne Genehmigung der beiden Macher veröffentlichte.

## Filmografie (Auswahl)

### Als Regisseur
- 2006: Der Hölle so nahe… (Dokumentarfilm)
- 2009: Tränen lachen (Dokumentarfilm)
- North by Northeast (Kurzfilm, auch Drehbuch und Kamera)

### Als Filmkomponist
- 2006: Der Hölle so nahe…
- 2013: VERBRECHEN nach Ferdinand von Schirach
- 2015: SCHULD nach Ferdinand von Schirach

### Spezialeffekte
- 1998: Die Legende vom Ozeanpianisten (Dominoartist)
- 2005: Die Patriarchin (Fernsehminiserie)
- 2007: Afrika, mon amour (Fernsehminiserie)
- 2007: Rosa Roth – Der Tag wird kommen
- 2013: VERBRECHEN nach Ferdinand von Schirach
- 2013: Rosa Roth – Der Schuss
- 2015–2017: SCHULD nach Ferdinand von Schirach (8 Episoden)

## Auszeichnungen
Auszeichnungen für Der Hölle so nahe... (...More Than 1000 Words)
- 2006 Best Feature Documentary, Winnipeg International Film Festival, Kanada
- 2006 Margrit & Robert Mondavi Film Prize for Peace and Understanding, Napa Sonoma Wine Country Film Festival, USA
- 2006 Best Feature Film, BRIDGE International Film Festival, Kanada
- 2006 Best Professional Documentary, REEL to REAL Film Festival, USA
- 2006 Best Israeli Film and Best Film of the Festival, Youngstown's Jewish Film Festival, USA
- 2007: Warsaw Phoenix Award and Best Audience Choice, Warsaw Film Festival, Polen